# Magomied Abdusałamow
Magomied Magomiedgadżyjewicz Abdusałamow (ros. Магомед Магомедгаджиевич Абдусаламов; ur. 25 marca 1981) – rosyjski bokser, amatorski mistrz Rosji w wadze superciężkiej z 2005 i 2006 roku, od 2008 roku profesjonalny bokser wagi ciężkiej. Dargijczyk z pochodzenia.
Abdusalamow urodził się w stolicy Dagestanu, Machaczkale. Wychowywał się w wielodzietnej muzułmańskiej rodzinie.

## Kariera zawodowa
Pierwszą zawodową walkę stoczył w Moskwie 6 września 2008, pokonując przez nokaut w pierwszej rundzie Epiphanie Pipi (1-0-0, 0 KO) z Ghany.
8 września 2012 w Moskwie Abdusałamow w swojej 16. walce na zawodowym ringu pokonał przez nokaut Jameela McCline’a (41-13-3, 24 KO) w drugiej rundzie.
2 listopada 2013 w nowojorskiej Madison Square Garden stoczył przegraną na punkty walkę z Mikiem Perezem (19-0-0, 12 KO). Dla rosyjskiego pięściarza, który wcześniej stoczył 18 walk i wszystkie wygrał przed czasem, była to pierwsza porażka w karierze. Po pojedynku bokser został przewieziony do szpitala ze złamaną ręką i złamanym nosem. Menadżer zawodnika, poinformował, że Abdusałamow narzeka na ból głowy. Lekarze wykryli skrzep krwi w mózgu i wprowadzili go w stan śpiączki farmakologicznej. Usunięto mu także fragment czaszki, by zminimalizować obrzęk mózgu.
W krótkim czasie po operacji stan pięściarza gwałtownie się pogorszył. Podczas przebywania po zabiegu w stanie śpiączki farmakologicznej Abdusałamow doznał niespodziewanie rozległego udaru krwotocznego mózgu. Zaistniała konieczność podłączenia do aparatury podtrzymującej funkcje życiowe. Próbę wybudzenia podjęto 22 listopada 2013, przez pewien czas oddychał samodzielnie, lecz w krótkim czasie stan boksera pogorszył się gwałtownie, konieczne było powtórne podłączenie do aparatury. Drugą próbę wybudzenia podjęto 9 grudnia. Stan zdrowia sportowca polepszył się na tyle, że mógł opuścić oddział intensywnej opieki medycznej. Według lekarzy wprawdzie jeszcze nie mówi, jednak reaguje na bodźce pochodzące z otoczenia. Pomimo poprawy jego zdrowia, w grudniu 2013 lekarz zajmujący się nim stwierdził, że bokser nie będzie już mógł ponownie walczyć z uwagi na braki neurologiczne. Pod koniec maja 2014 jego żona, Bakanaj Abdusałamowa, powiedziała w wywiadzie, że Magomied wykazywał oznaki poprawy. Rozpoznawał krewnych i był w stanie mówić krótkimi zdaniami.

## Lista walk na zawodowym ringu
Na podstawie.
| Legenda |
| SD – decyzja niejednogłośna \| D – remis \| TKO – techniczny nokaut \| MD – decyzja większości sędziów \| DQ – dyskwalifikacja \| NC – walka nieodbyta \| RTD – poddanie przez narożnik \| KO – nokaut |

| Wynik     | Rekord | Przeciwnik                 | Rozstrzygnięcie | Runda, czas  | Data                 | Miejsce                                                         | Uwagi                                                 |
| --------- | ------ | -------------------------- | --------------- | ------------ | -------------------- | --------------------------------------------------------------- | ----------------------------------------------------- |
| Przegrana | 18–1   | Mike Perez                 | UD              | 10           | 2 listoapda 2013     | Madison Square Garden, Nowy Jork, Stany Zjednoczone             | Utracił pas WBC–USNBC wagi ciężkiej.                  |
| Wygrana   | 18–0   | Sebastian Ignacio Ceballos | TKO             | 1 (10), 1:01 | 27 kwietnia 2013     | Estadio José Amalfitani, Buenos Aires, Argentyna                | Obronił pas WBC–USNBC wagi ciężkiej.                  |
| Wygrana   | 17–0   | Victor Bisbal              | TKO             | 5 (10), 1:12 | 8 marca 2013         | Resorts Casino Hotel, Atlantic City, Stany Zjednoczone          | Obronił pas WBC–USNBC wagi ciężkiej.                  |
| Wygrana   | 16–0   | Jameel McCline             | TKO             | 2 (10), 1:57 | 8 września 2012      | Sportowy kompleks "Olimpijskij", Moskwa, Rosja                  | Zdobył zawakowany pas WBC–USNBC wagi ciężkiej.        |
| Wygrana   | 15–0   | Maurice Byarm              | TKO             | 2 (10), 0:36 | 7 czerwca 2012       | The Joint, Paradise, Stany Zjednoczone                          | Obronił pas WBC–USNBC Silver wagi ciężkiej.           |
| Wygrana   | 14–0   | Jason Pettaway             | TKO             | 4 (10), 1:20 | 17 marca 2012        | Madison Square Garden, Nowy Jork, Stany Zjednoczone             | Zdobył zawakowany pas WBC–USNBC Silver wagi ciężkiej. |
| Wygrana   | 13–0   | Pedro Rodriguez            | TKO             | 2 (4), 1:04  | 3 lutego 2012        | Texas Station, North Las Vegas, Stany Zjednoczone               |                                                       |
| Wygrana   | 12–0   | Rich Power                 | TKO             | 3 (8), 2:21  | 20 listopada 2011    | Texas Station, North Las Vegas, Stany Zjednoczone               |                                                       |
| Wygrana   | 11–0   | Kotatsu Takehara           | KO              | 1 (6), 2:38  | 28 października 2011 | Sherwood Inn, Salinas, Stany Zjednoczone                        |                                                       |
| Wygrana   | 10–0   | Kevin Burnett              | TKO             | 1 (6), 1:18  | 1 października 2011  | Boardwalk Hall, Atlantic City, Stany Zjednoczone                |                                                       |
| Wygrana   | 9–0    | Jerry Butler               | TKO             | 2 (6), 2:39  | 7 grudnia 2010       | Hard Rock Live, Hollywood, Stany Zjednoczone                    |                                                       |
| Wygrana   | 8–0    | Keon Graham                | KO              | 1 (4), 1:30  | 22 października 2010 | Miccosukee Resort & Gaming, Miami, Stany Zjednoczone            |                                                       |
| Wygrana   | 7–0    | Raymond Ochieng            | TKO             | 1 (6), 1:35  | 6 lutego 2010        | Hotel Aquarium, Moskwa, Rosja                                   |                                                       |
| Wygrana   | 6–0    | Ryan Shay                  | TKO             | 1 (4), 2:06  | 31 października 2009 | Cambria County War Memorial Arena, Johnstown, Stany Zjednoczone |                                                       |
| Wygrana   | 5–0    | Sherzod Mamadjanov         | KO              | 1 (6), 1:40  | 2 czerwca 2009       | Pałac sportowy "Dynamo", Moskwa, Rosja                          |                                                       |
| Wygrana   | 4–0    | Larry White                | TKO             | 1 (4), 1:56  | 27 marca 2009        | A La Carte Event Pavilion, Tampa, Stany Zjednoczone             |                                                       |
| Wygrana   | 3–0    | Maurice Winslow            | TKO             | 1 (4), 1:13  | 27 lutego 2009       | Hard Rock Live, Hollywood, Stany Zjednoczone                    |                                                       |
| Wygrana   | 2-0    | Bernard Mwakasanga         | TKO             | 1 (4), 1:25  | 21 listopada 2008    | Pałac Lodowy, Petersburg, Rosja                                 |                                                       |
| Wygrana   | 1-0    | Epiphanie Pipi             | KO              | 1 (4), 2:10  | 6 września 2008      | Plac Czerwony, Moskwa, Rosja                                    | Debiut zawodowy.                                      |